# Кенсол
Кенсол — река в России, на полуострове Камчатка. Протекает по территории Мильковского района Камчатского края России. Длина реки — 48 км.
Начинается на склонах Срединного хребта, течёт в юго-восточном направлении. После выхода на равнину течёт по поросшей берёзовыми и тополёво-чозениевыми лесами местности. Впадает в Камчатку слева на расстоянии 648 км от устья. Скорость течения в низовьях — 1,7 м/с, ширина русла 18 метров, глубина — 0,7 метра, дно твёрдое. Напротив устья реки расположено село Шаромы.
Основные притоки — Кананец, 1-й Кенсол, 2-й Кенсол.
По данным государственного водного реестра России относится к Анадыро-Колымскому бассейновому округу. Код водного объекта — 19070000112120000012911.